# Heroes of Might and Magic IV
Heroes of Might and Magic IV (укр. Герої Меча та Магії IV, також Герої 4 або HoMM 4) — це відеогра у жанрі покрокової стратегії, розроблена Джоном ван Кенеґемом спільно з New World Computing і видана компанією 3DO для ПК з Microsoft Windows у 2002 році. Портування на Macintosh згодом було проведено компанією Contraband Entertainment і видана 3DO. Четверта частина популярної серії Heroes of Might and Magic, сиквел до Heroes of Might and Magic III. Це остання частина серії, розроблена New World Computing.

## Ігровий процес

Герой на карті пригод

### Основи
Ігровий процес Heroes of Might and Magic IV в основах залишився таким же, як і у попередніх частинах, хоча й отримав чимало змін. Більшість дій гравця відбувається на карті пригод, де армії, що складаються з героїв і загонів істот, подорожують різними землями, розвиваючи свою майстерність, захоплюючи скарби (ресурси або артефакти) та відвідуючи безліч різних об'єктів, що змінюють їхні характеристики. На карті майже завжди присутні міста — основні джерела ресурсів і військ. Використовуючи найняті армії, артефакти та вміння героїв, гравець б'ється зі своїм супротивником, перемагаючи його героїв і істот і захоплюючи його міста. Битви між двома арміями відбуваються на екрані бою, що змінює екран карти пригод.
Для дій гравця всередині міста екран карти пригод перемикається на міській екран, де показуються всі зведені в місті будівлі. Саме спорудження будівель відбувається через міській Магістрат, який теж можна поліпшити, щоб будувати нові споруди та отримувати більше золота.
Heroes of Might and Magic IV є покроковою стратегією, в якій дії розбиті на ігрові дні або ходи. Практично день може тривати необмежено, поки гравець розпоряджається свободою своїх дій. Витративши всі одиниці пересування (запас ходу), герої та істоти гравця більше не можуть пересуватися; в містах можна будувати тільки по одній будівлі в день. Так, коли всі можливі дії будуть виконані, гравець закінчує хід (хоча зробити це можна і в будь-який інший момент за його власним бажанням) і дає ходити іншим гравцям. Після завершення їх ходу починається новий ігровий день, одиниці пересування армій поновлюються, а в місті можна знову що-небудь побудувати. Ігрові дні складаються в тижні по сім днів і місяці по чотири тижні. Битви також проходять в покроковому режимі: залежно від пріоритету пересування війська і герої пересуваються та б'ються по черзі.

### Карта пригод

Битва з нейтральною армією

Карта пригод може містити безліч зовні різних типів землі (як трава, сніг), які впливають на параметри пересування армій по карті і в бою. Трава, наприклад, як і більшість інших видів ландшафту, вимагає тільки одну одиницю пересування, а болото — дві. Однак, у кожної ігрової раси є рідний ландшафт, який надає бонус до пересування на цій місцевості. На ландшафтах можуть існувати дороги, які полегшують пересування арміям. Для підвищення швидкості ходу існує безліч різних об'єктів на карті, а також артефактів.
На картах може бути присутній підземний рівень. Армії гравців подорожують між підземеллям і поверхнею за допомогою тунелів, спеціально створених для цього; портали теж можуть сполучати два рівні. Підземний рівень найчастіше є суцільною скелястою породою, посіченою коридорами печер, які виводять до якогось секретного місця, або самі по собі є сховищем цінних артефактів.
Серед інших ландшафтів карти є водні простори, які можуть бути і дрібними річками, і великими морями. Якщо невеликі річки шириною в одну клітинку ігрові армії здатні пройти вбрід (витрачаючи на це більше одиниць ходу), то для подорожі великими водними територіями арміям необхідний корабель. Кораблі купуються у верфі, яка може бути зведена в будь-якому місті, розташованому на березі. Корабельня може знаходитися і поза містом, але також на узбережжі.
На посадку і висадку з корабля армія витрачає всі свої одиниці пересування. Від цієї проблеми може позбавити тільки артефакт під назвою «Капелюх мореплавця».
Heroes of Might and Magic IV — перша гра з серії, де на карті пригод використовується туман війни. Розвідана гравцем територія може залишатися повністю спостережуваною, тільки якщо яка-небудь його армія не покинула її або поряд з нею знаходиться союзна будівля. В іншому випадку, відкрита земля покриється туманом війни, через який не можна буде спостерігати за пересуваннями ворожих військ. Туман війни, проте, дозволяє зрозуміти, що супротивник захопив нейтральне житло чи шахту і хтось забрав покинуті скарби.

### Ресурси
Як і у трьох попередніх іграх серії, одним з найважливіших ігрових елементів є ресурси. Ресурсів, як і раніше, сім видів:
- Золото — основний ресурс, необхідний для будівництва міста та найму військ;
- Деревина та руда — другі за цінністю ресурси, без яких не обходиться майже жодне будівництво в місті;
- Ртуть, сірка, кристали і самоцвіти — рідкісніші ресурси, потрібні для будівництва особливих будівель, наприклад, Гільдії магів.

Кожне з шести міст віддає перевагу одному з цих ресурсів; особливо це пов'язано з вимогою для найму істот четвертого рівня.
Міста, якими володіє гравець, як і раніше, можуть приносити йому золото, але одне відбудоване місто дає не більше 1000 золотих на день, чого майже ніколи бракує на будівництво і наймання військ одночасно. Будівлі, що приносять до скарбниці інші види ресурсів, на відміну від попередньої частини, у «Героях IV» відсутні. Однак, видобувні шахти на карті, як і у «Героях III», щодня приносять по 1000 золота (золота шахта), дві одиниці руди і дерева (рудна шахта і лісопилка) і по одній одиниці інших ресурсів (сірчаний кар'єр, кришталева шахта, шахта самоцвітів і лабораторія алхіміка).
Ресурси можуть лежати купками на карті пригод або знаходитися під охороною в різних сховищах. Додатковий прибуток приносить навичка Благородство (а саме два її напрями — Скарбник і Гірник). Ряд артефактів у грі теж є джерелом ресурсів. Якщо в армії героя присутні Селяни, кожен з них буде щодня вносити до казни по одній одиниці золота. Істотно збільшує дохід особлива споруда, унікальна для кожної фракції, звести яку можна лише маючи особливий артефакт — Грааль.
З попередніх частин збереглися і будівлі на карті пригод, що приносять деяку кількість ресурсів щотижня — наприклад, млин або сад лепрекона, що танцює. Але у «Героях IV» вони не потребують щотижневого відвідування, щоб забрати здобуті ресурси: захоплені генератори самі передаватимуть їх до скарбниці гравця на початку кожного тижня.

### Магія
У Heroes of Might and Magic IV магія поділяється на п'ять шкіл (кіл) — Порядок, Хаос, Життя, Смерть і Природа, відповідні п'яти расам, які вивчають ці школи. Раса Сили зневажає магію у всіх її проявах, не володіє власною школою і навіть не містить у своїх містах Гільдії магів.
Всі заклинання розділені на п'ять рівнів. Щоб вивчити їх, потрібно володіти магічними навичками відповідного кола (рівня), це відноситься і до заклять першого рівня.
Кожна школа магії має визначену сферу застосування своїх заклинань. У всіх шкіл магії однакові дві вторинні навички, попри їх різні назви: один у міру розвитку збільшує запас мани героя і швидкість її відновлення, тоді як інший збільшує ефективність заклинань відповідної школи. Третя другорядна навичка різна в усіх школах і підкреслює сенс даної школи магії:
- Магія Життя — заклинання зцілення, захисту і протидії магії Смерті. Їй відповідає фіолетовий колір. Навичка Воскресіння дозволяє після бою воскрешати частину загиблих військ героя.
- Магія Смерті — вивчає прокляття, воскресіння живих мерців (більшість заклинань працюють, як перетворювач нежиті, тобто перетворюючи трупи інших істот на нежить, тільки заклинання «Оживлення мерців» оживляє трупи в первісному вигляді, але тільки до кінця бою) і магію проти живих істот. Колір магії — чорний. Некромантія дозволяє підіймати нежить з переможених у бою ворогів.
- Магія Порядку — дозволяє накладати заклинання, що впливають на розум. До цієї ж школи належить більшість відокремлених заклинань, таких як «Політ», «Телепортація» (використовувані на полі бою) або «Міські ворота» (вживане на карті пригод і в бою), так само присутні два бойових заклинання: «Чарівний кулак» і «Крижана стріла». Колір цієї магії — синій. Шарм дозволяє до початку бою переманювати на свій бік невелику частину сильнішої армії ворога, а також зменшує ціну капітуляції.
- Магія Хаосу — містить переважно бойові заклинання, що завдають ворогам різної тяжкості ушкодження. Більшість цих заклинань пов'язані з вогняною стихією. Школа асоціюється з помаранчевим кольором. Ворожба посилює втрати від заклинань будь-якої школи магії. Таким чином, школа Хаосу має найруйнівніші заклинання, оскільки відсоток збільшення ушкоджень від навички Ворожба зростає із збільшенням ефективності школи Хаосу.
- Магія Природи — більшість заклинань цієї школи дають можливість закликати на поле бою загони різних істот, що відносяться до раси Природи, тільки деякі заклинання дають поліпшення броні, вдачі, здоров'я й ушкоджень. Цій магії властивий зелений колір. Закликання щодня поповнює армію героя невеликою кількістю істот Природи.

Багато заклинань повинні бути націлені на певного друга, ворога чи точку простору, але є й такі, що діють на всіх друзів, ворогів, і тих й інших, а не на одну певну ціль.
Більшість заклинань герої можуть вивчити в Гільдії магів, яка зводиться й поліпшується в містах (крім Фортеці). У Гільдії магів містяться заклинання тієї школи, яка відповідає цьому типу міста. Крім того можна побудувати дві додаткові Бібліотеки двох інших шкіл, заклинання яких містяться в Гільдії магів. У кожного міста — жорстко заданий набір бібліотек, що залежать від типу цього міста.
Інший спосіб вивчення заклинань — добірка героєм пергаментів з заклинаннями, які він може вивчити, помістивши пергамент у його руку (за умови, що він володіє необхідною для цього навичкою), або знаходження сувоїв з заклинаннями, які не вимагають від героя ніяких умінь, але повинні постійно залишатися у нього в руці для можливості їх накладання. У першому доповненні до гри з'явилися нові об'єкти на карті — Консерваторії магії, де можна купувати пергаменти за золото.
Також заклинання можна отримати, відвідавши спеціальні будівлі на карті — Магічні святині різних рівнів. Ще існує ряд артефактів, наприклад, жезли, які, перебуваючи в руці героя, дають йому можливість чаклувати певне заклинання, попри його магічні навички. Особливість цих артефактів полягає й у тому, що у них є власний запас магічної енергії.
У грі є п'ять особливих заклять для виклику на полі бою різних демонічних створінь — Бісів, Церберів, Льодяних демонів, Отруйних тварюк і Дияволів. Ніякими вищезазначеними шляхами отримати ці закляття не можна. Щоб вивчати їх, герой повинен одночасно розвивати в собі демонологію (гілка Магії Смерті) і Магію Природи.
Крім того, кілька заклинань не можуть бути вивчені героєм, їх можуть застосовувати тільки певні істоти. Такими є, наприклад, Переродження у Феніксів або Терор у Кошмарів і Чемпіонів Темряви.

### Артефакти
Невід'ємною частиною всіх ігор серії «Герої Меча та Магії» є артефакти — предмети, які герой може носити на собі, отримуючи при цьому посилення своїх навичок і характеристик або які-небудь особливі можливості. Артефакти у грі класифіковані за своєю потужністю на наступні типи: Предмети (англ. Items), Зілля (англ. Potions), Скарби (англ. Treasures), Помірно цінні (англ. Minor), Цінні (англ. Major) і Реліквії (англ. Relic). Також артефакти розподілені залежно від місця їх носіння на «тілі» героя — по одному предмету на голові, шиї, тулубі, ногах і плечах; да артефакти на пальцях і в руках (в одній руці зброю, в іншій щит); для деяких артефактів є чотири місця в кишені героя. Зілля завжди носяться в рюкзаку.
Артефакти-предмети є абсолютно звичайними речами, які герой може купити в Кузні, щоб, будучи не сильно розвиненим попервах, бути достатньо захищеним і озброєним у битві. До таких артефактів відносяться обладунки, мечі, магічні палиці тощо.
Зілля також продаються в міській Кузні; їх дії схожі з заклинаннями, при цьому вони не вимагають від героя ніяких магічних навичок. Використовуючи одну склянку зілля, герой впливає на власні параметри (поповнює здоров'я, збільшує захист, опір до магії тощо); є зілля, які герой може кидати на ворожі армії, завдаючи їм ушкоджень або послаблюючи їх. Кілька зіль використовуються на карті пригод, наприклад, Зілля витривалості, що збільшує пересування армії. Для зручності застосування герой може носити з собою необмежену кількість пляшок певного зілля, використовуючи його раз за разом, але у деяких зіль ефекти багаторазового застосування не сумуються: вищезазначене Зілля витривалості можна пити тільки один раз на день.
Оскільки радикальною зміною четвертої частини стала можливість тримати героїв та істот окремо один від одного, дія артефактів поширюється або на героя-власника, або на всю армію, до складу якої цей герой входить; артефакти, що впливають і на героя, і на армію одночасно, теж зустрічаються, але набагато рідше. Існують і артефакти, які не впливають на героїв або істот і з битвами ніяк не пов'язані — Вагонетка руди, наприклад, регулярно приносить у скарбницю гравця цей ресурс.
Артефакти класу реліквій відрізняються від інших не тільки своєю міццю, але і трудомістким пошуком. Інші класи артефактів можуть бути з будь-якою ймовірністю доступні на карті: під охороною загону нейтральних істот або в одній зі скарбниць. Реліквії ж можна радше знайти тільки в якому-небудь будинку провидця або в руках ворожої армії — це залежить від задуму творця ігрової карти.
Особливий артефакт Грааль, що з'явився у Heroes of Might and Magic III, є й у четвертій частині. Сам по собі Грааль не дає армії гравця нічого; застосування цього артефакту полягає в тому, щоб принести його до будь-якого з міст, де для нього буде споруджено будівлю, що дає місту і, відповідно, гравцеві бонуси.
Будівля Грааля, незалежно від міста, де вона була зведена, щодня додає у казну гравця 3000 золота. В іншому ж, Будівля Грааля дає різні переваги всім шести типам міст.

### Розвиток героїв
Кожна фракція має відповідні типи героїв, по одному магічному і одному військовому (крім Фортеці):
- Академія (англ. Academy) — Лорд, Маг;
- Притулок (англ. Asylum) — Злодій, Чарівник;
- Обитель (англ. Haven) — Лицар, Жрець;
- Некрополь (англ. Necropolis) — Лицар смерті, Некромант;
- Заповідник (англ. Preserve) — Лучник, Друїд;
- Фортеця (англ. Stronghold) — Варвар.

У грі присутні дев'ять основних навичок, які підвищують силу героя і надають йому нові можливості, але сам герой може вивчати тільки п'ять навичок із цих дев'яти. У кожної з основних навичок є по три вторинні, які також поліпшують здібності героя. Вторинні навички необхідно поступово розвивати, щоб поліпшити основну. Наприклад, основна навичка Тактика I ступеня дає можливість поліпшити свою піднавичку Атаки до II ступеня, яка, у свою чергу, разом з іншими піднавичками потрібна для підвищення Тактики до IV ступеня. Максимальний щабель розвитку будь-якої навички — 5.
Герой отримує можливість поліпшити одну з двох навичок або вивчити нову в міру переходу на наступний рівень досвіду. Але, крім цього, на карті пригод є багато різних споруд, що підвищують навички.
- Тактика і її вторинні навички (Атака, Захист, Лідерство) впливають винятково на істот в армії героя, відповідно покращуючи їхню атаку, захист і підвищують удачу і мораль дружніх загонів (завдяки навичці Лідерства).
- Ратна справа (вторинні навички — Рукопашний бій, Стрілецький бій, Опір до магії) — спеціальна навичка для героїв, яка збільшує їх захист, атаку, можливість стрілецької атаки і опір будь-яким спрямованим на них заклинанням, гарне поєднання ратного бою і розвідки дає Слідопита, у якого є перевага у стрілецькому бою.
- Розвідка (Слідопит, Мореплавство, Потайливість) — збільшує кругозір героя крізь туман війни, підвищує тривалість подорожі на суші і на морі, дозволяє уникати битви при небезпечній близькості до ворога на карті пригод, але скритність допомагає тільки, якщо герой сам, або його армія складається зі злодіїв.
- Благородство (Скарбник, Гірник, Дипломат) — збільшує приріст істот в одному з міст (дає можливість обрати Губернатора), приносить золото та інші ресурси, дозволяє наймати за плату частину зустрічних ворожих істот.

Навички магій Життя, Смерті, Порядку, Хаосу і Природи дозволяють героям вивчати відповідні школи магії. Розвинувши дві найсильніші основні навички, герой переходить до одного з 37 просунутих класів (виключаючи клас Архімага, для якого потрібно розвивати не менше трьох магічних шкіл). Просунуті класи надають герою додаткові можливості, які можна назвати спеціальністю героя. Якщо героя володіє понад двома навичками, то клас обиратиметься, виходячи з його найрозвиненіших навичок. Максимальним є 99 рівень.

### Міста і раси
Ігрові раси (або фракції) у Heroes of Might and Magic IV розділені більш чітко, ніж в попередніх іграх серії. Всього рас шість: Обитель, Академія, Некрополь, Притулок, Заповідник, Фортеця. До рас відносяться не тільки істоти з міст, а й ті, що мешкають поза їх стінами, у власних оселях на карті пригод.
Від поділу на раси істот і героїв залежать кілька суттєвих чинників. Такими, наприклад, є рідні землі цих рас, за якими істота однієї фракції отримує бонуси до пересування, а істота іншої — ні. Безліч заклинань, застосованих в бою, можуть позитивно або негативно впливати на істот конкретної фракції.
У містах Фортеці відсутня Гільдія магів, але, в свою чергу, є будівля Поглинач магії, що збільшує опір до магії союзних героїв, а також будівлі, що покращують немагічні аспекти гри — наприклад, Загони збільшують приріст всіх істот в місті на 50 %. У таверні тепер можна наймати героїв шести типів: двох типів раси, що належить місту і двох типів кожної з «сусідніх» рас. Виняток становить Фортеця, що не має героїв-магів (хоча герої Сили можуть вивчати магію без обмежень) — у таверні цього міста можна наймати героїв-воїнів усіх шести фракцій.
Тепер кожне місто дає притулок восьми типам істот: по два типи першого, другого, третього та четвертого рівнів. Житла не можуть вдосконалюватися. Більш того, починаючи з другого рівня, гравцеві належить робити вибір: обравши одне житло, гравець автоматично втрачає можливості будувати інше житло того ж рівня. Таким чином, у кожному місті можна побудувати тільки 5 жител: два першого і по одному з другого по четвертий рівні.
| Тип міста                    | Раса    | Рідний тип місцевості | Істоти                            | Істоти                           | Істоти                                                                                   | Істоти                                                                                        |
| Тип міста                    | Раса    | Рідний тип місцевості | Рівень 1                          | Рівень 2                         | Рівень 3                                                                                 | Рівень 4                                                                                      |
| ---------------------------- | ------- | --------------------- | --------------------------------- | -------------------------------- | ---------------------------------------------------------------------------------------- | --------------------------------------------------------------------------------------------- |
| Академія (англ. Academy)     | Порядок | Сніг                  | Гноми Гобіти                      | Золоті ґолеми Маги               | Джини Наги                                                                               | Драконовий ґолеми Титани Злі чаклунки (англ. Evil Sorceress) (Прийдешня буря)                 |
| Обитель (англ. Haven)        | Життя   | Трава                 | Зброєносці Арбалетники Селяни     | Списоносці Балісти               | Хрестоносці Ченці                                                                        | Чемпіони Янголи Катапульти (Вітри війни)                                                      |
| Заповідник (англ. Preserve)  | Природа | Трава                 | Вовки Феї Лепрекони               | Білі тигри Ельфи Сатири          | Грифони Єдинороги Елементали вогню, води, землі та повітря Осині вулики (англ. Waspwort) | Чарівні дракони Фенікси Богомоли Гаргантюа (англ. Gargantuan) (Прийдешня буря)                |
| Притулок (англ. Asylum)      | Хаос    | Болото                | Розбійники Орки Пірати Троглодити | Мінотаври Медузи Бехолдери Тролі | Кошмари (англ. Nightmare) Іфрити Лицарі-гобліни (Прийдешня буря)                         | Чорні дракони Гідри Царі драконів (рос. Megadragon) (Вітри війни)                             |
| Некрополь (англ. Necropolis) | Смерть  | Вулканічна місцевість | Скелети Біси Зомбі                | Привиди Цербери Ґаргульї Мумії   | Вампіри Отруйні тварюки (англ. Venom spawn) Крижаний демон                               | Кістяні дракони Дияволи Чемпіони темряви (англ. Dark Champion) (Прийдешня буря)               |
| Фортеця (англ. Stronghold)   | Сила    | Перетята місцевість   | Берсерки Кентаври                 | Кочівники Гарпії Русалки         | Огр-маги Циклопи                                                                         | Громові птахи Бегемоти Морське чудовисько Скажений бик (англ. Frenzied Gnasher) (Вітри війни) |

У грі всі істоти поділяються на п'ять рівнів. Для найму істот у містах доступно вісім будівель-жител: по дві будівлі для вербування воїнів кожного рівня. Але побудувати можна тільки п'ять. Житла першого рівня можна будувати обидва, а з двох жител інших рівнів необхідно вибирати тільки одне. Наприклад, якщо в місті типу Прихисток гравець будує Чорний ліс, де наймаються Кошмари, то інша будівля цього ж рівня — Кратер вулкана, який є домом Іфритів — стане недоступним для будівництва. Іфріти і Кошмари володіють різними індивідуальними здібностями і вимагають різної кількості ресурсів для найму, тому гравцеві належить подумати, хто з них більше підійде для його армії. На відміну від «Героїв II», «Героїв III» і «Героїв V», істоти з четвертої частини та їх будівлі не можуть бути покращені.
Фортифікаційні споруди, покращувані від Форту до Цитаделі і Замку, не збільшують приріст істот, як це було у третій частині, а лише покращують укріплення замку. Якщо армія без літаючих воїнів, які можуть перелітати стіни, штурмує місто з побудованою у ньому фортифікаційною спорудою, їй необхідно зруйнувати ворота, щоб пройти за стіни. Самі стіни, що захищають гарнізонну армію від стрілецьких атак, зламати не можна, зважаючи на відсутність у грі спеціалізованих катапульт та інших бойових машин (вони присутні у «Героях IV» як окремі юніти). Замок додає вежі, на які можна поставити стрільців, аби вони наносили більше ушкоджень. Вежі додають бонус до захисту стоячих на ній воїнів, однак вони стають видимою мішенню для ворожих стрільців.

### Інноваційні споруди
- Каравани. Зовсім новим елементом гри є Каравани, створені для зручності транспортування армій. Для створення караванів у місті будується Караван-сарай. Через нього можна найняти істот із захопленого житла на карті, які автоматично будуть спрямовані до даного міста. Каравани можна створювати і між містами, але для цього необхідно, щоб у цих містах були присутні Караван-сараї. Самі каравани в процесі їхньої подорожі побачити на карті не можна. Пересування каравану становить 30 одиниць на день. Караван не можна відправити, якщо на момент відправлення шлях загороджений ворогом.
- В'язниця слугує для нейтралізації ворожих героїв, яких гравець здолав у бою. Переможені ворожі герої поміщаються до В'язниці найближчого від місця битви міста, що належить безпосередньо гравцеві-переможцю. У разі захопленні цього міста ворогом усі ув'язнені герої дружніх військ звільняються. Всі герої зберігають вірність своїм власникам, так що ворожих героїв неможливо переманити на свою сторону.
- Кузня є крамницею, де можна придбати прості артефакти класу «Предмет» (наприклад, Дворучний меч або Кольчугу), а також різноманітні зілля. Представлений у Кузні товар необмежений.

## Сюжет
Сюжет Героїв Меча і Магії IV розповідає про прихід героїв загиблого світу Енрот до Аксеоту і те, як вони заново будували своє життя і утворювали королівства в цьому новому світі. У грі шість кампаній, кожна з яких присвячена одному замку:
1. Істинний Клинок — кампанія Обителі;
2. Слава минулих днів — кампанія Фортеці;
3. Ціна Миру — кампанія Академії;
4. Елвін і Шаера — кампанія Заповідника;
5. Напівмертвий — кампанія Некрополя;
6. Дочка пірата — кампанія Притулку.

Сюжет починається з загибелі місця дії попередніх ігор серії — світу Енрот. У кампанії «Хроніки Героїв: Крижаний Клинок» ельфійський герой Джелу, який володів могутнім Клинком Армагеддону, намагався знайти і знищити інший меч — Крижаний Клинок, оскільки, згідно з давнім пророцтвом, зближення цих артефактів означало кінець світу. Але в останній момент Крижаний Клинок був вкрадений ватажком варварів Кілгором.
Джелу не зупинився перед поставленою метою і розв'язав битву між ельфами і варварами. Під час цієї битви Джелу зустрічається один на один з Килгором. Крижаний Клинок і Клинок Армагеддона схрещуються, що викликає магічний спалах, і весь Енрот накриває величезна вибухова хвиля, стрімко руйнуючи його. В ігровій історії ця катастрофа була названа Розплатою (англ. Reckoning). Але в останній момент по всьому вмираючому світу раптово відкриваються магічні портали, через які безліч людей та інших істот змогли втекти у новий незвіданий світ — Аксеот.

### Кампанії

#### Істинний Клинок
Сценарії: Витягнення меча; Випробування; Один крок з багатьох; Пошуки сталі; Істинний спадкоємець
Кампанія оповідає про лорда Лісандера, який зміг зібрати залишки Ератії, загиблої в день Розплати, і створити нове королівство — Палаедру, проте невідомий лицар сер Вортон оголошує себе претендентом на трон Палаедри. На суді Вортон виймає з піхов меч короля Грифонхата (англ. Gryphonheart, Серце Грифона), що міг би зробити тільки справжній спадкоємець короля. Деякі знатні лицарі присягають на вірність серу Вортону. Однак Лісандер відчуває, що Вортон — самозванець.
Лісандер змушений покинути Палаедру в пошуках Оракула Зорі, який єдиний може довести брехливість сера Вортона. Виконуючи вказівки Оракула, Лісандер зустрічає жінку на ім'я Дезетта. Жінка розповідає, що у неї було двоє синів, але старший загинув під час катаклізму, що знищив Ерафію, а молодшим сином є сер Вортон. Батьком Вортона є легендарний лицар сер Кентейн, раніше зброєносець короля Грифонхата. Сер Кентейн кудись зник після катаклізму, але нині ширяться чутки, нібито він не загинув, а перебуває в полоні на Півночі.
Лісандер вирішує знайти і визволити Кентейна і повернути легендарний меч Грифонхата. Тим самим буде доведено, що Вортон — брехун, а його меч підробний. Знайшовши Кентейна, Лісандер виявляє, що Палаедра перебуває в стані громадянської війни. Вортону вдалося зі своїми поплічниками завоювати столицю і великі території королівства. Однак чимало громадян не визнають його королем. Дезетта і Кентейн заявляють про те, що Вортон насправді їхній син і, отже, не може бути спадкоємцем Грифонхарта.
Лісандер відвойовує свої законні землі і перемагає обманщика, стаючи повноправним королем.

#### Слава минулих днів
Сценарії: Новий шлях; Необхідна війна; Королівський вибір; Одне плем'я
Варвар Тарнум, про якого згадувалося в грі Heroes of Might and Magic III, навчає свого прийомного сина Верджака (англ. Waerjak) бійцівським навичкам і попереджає сина, що варвари можуть вимерти, якщо не змінять свій спосіб життя, оскільки тисячі їх загинули під час Розплати і зараз десятки вмирають від голоду, кігтів хижаків або воєн один з одним.
Верджак вирішується допомогти своєму народу і збирає варварів під своїм керівництвом, щоб створити для свого народу державу. За декілька місяців Верджак створює маленьке королівство, яке живе мирним життям. Але два сусідні варлорди вирішили загарбати ці землі. Верджаку доводиться вступити в вимушену війну і довести, що він може захистити свій народ.
Згодом Верджак дізнається, що його названий батько Тарнум потрапив в полон, а в сусідній провінції варлорд Хандрік захопив у рабство сотні представників його народу. Верджак змушений вибирати як йому діяти, він перемагає ворогів, але не встигає врятувати Тарнума.
Переможений клан Хадріка присягає на вірність новому правителю, але Верджак не радіє цьому, оскільки вбивця його батька все ще на свободі.

#### Ціна Миру
Сценарії: На перехресті; Ворожа довіра; Слуга; Веселковий кристал; Незвичайна зрада; Раб страху; Вбити безсмертного; Ціна миру
Дочка склодува Емілія жила звичайним життям аж до Розплати. Тільки дивом вона врятувалася від загибелі і змогла прийти в новий світ.
Вона збирає людей, що вижили і створює своє королівство. Емілію проголошують королевою і дають їй прізвище Найтхевен (англ. Nightheaven — Нічні Небеса). Але не встигла Емілія стати Королевою, як на неї війною пішов джин Солімір, прислужник Безсмертного Короля. До того ж Лорд Лендрі, один з найвірніших союзників Емілії, раптом теж оголошує їй війну.
Згодом Солімір повертається проти свого божевільного пана, який, як з'ясовується, хоче встановити світовий порядок, підпорядкувавши собі розум і волю всіх істот за допомогою Кристалічного Маятника. Та єдиною його надією стає противник, королева Емілія. Емілія і Солімір підписують мирний договір і шукають артефакти для протистояння лиходієві. Зустрівшись у фінальній битві з Безсмертним Королем, Емілія отримує перемогу, але, тяжко поранена, більше не може самостійно пересуватись.
За визначні заслуги вона стає довічною королевою, Безсмертного Короля ув'язнюють, а Солімір отримує свободу.

#### Елвін і Шаера
Сценарії: Коханці; Мітка тигра; Справжнє кохання; Відображення; Разом
На дипломатичний вояж ельфів напали пірати. Елвіну і Шаері вдалося втекти з рук піратів, але незабаром вони виявили, що загубилися в дикому куточку Аранорна.
Після їхнього повернення, Ельфійський двір неочікувано доручає Елвіну важливу місію, однак за цим дорученням ховається злий намір лорда Харка віддалити Елвіна від Шаери і, за можливості, згубити його. Елвіна посилають укласти угоду з Білими тиграми, та на нього нападає некромант Воррларк, якого вдається перемогти.
Тим часом Харк зачаровує Шаеру і підставляє Елвіна, щоб він виглядав злочинцем в очах Ельфійського Двору. Елвін дізнається, що повернути Шаеру може тільки Дзеркало Справжньої Любові. Після виконання завдань дракона, що володіє Дзеркалом, він отримує цей артефакт. Відшукавши кохану, Елвін змушує її подивитися в Дзеркало, що знімає чари.
Довівши свою невинність, Елвін коронується новим ельфійським королем і отримує завдання спіймати Харка. Перемігши його війська і здійснивши помсту, Елвін повертається до Шаери, а королівство Аранорн під його проводом вступає в епоху миру і процвітання.

#### Напівмертвий
Сценарії: Пожирач дітей; Вогненне царство; Місце сили; Життя і смерть; Нечестиве дихання
Голдот Напівмертвий раніше був звичайною людиною, але під час Розплати був серйозно поранений і половина його тіла відмерла. Рятується він лише заклинанням на сувої за допомоги Калібарра. Голдота проголошують вбивцею і негідником, дають прізвисько «пожирач дітей» і намагаються спалити.
Він рятується і збирає армію, щоб мстити своїм кривдникам. Після цього Голдот засновує Некросс  — королівство, де мирно співіснують некроманти і живі люди. Згодом Голдот дізнається, що його учитель Калібарр не загинув, як він вважав, а знаходиться в полоні у демонів (криганів). Він рятує учителя і поступово пристосовується до нового світу, намагаючись повернути собі добре ім'я. Намагаючись повернути силу ослабленому полоном Калібаррові, Голдот шукає п'ять Вузлів Сили.
Виконавши всі поставлені завдання, він дізнається, що Калібарр насправді служить зловісному богу смерті, і замислив знищити все живе за допомогою артефакту Нечестиве Дихання. Заради всього світу і відновлення репутації Голдот повстає проти вчителя. Він змушений укласти союз з криганами, що переселилися в Аксеот, захоплює столицю Некоррум і вбиває Калібарра.
Голдот знову стає Королем Некросса, а лідер Криганів Сураз оселяється зі своїм родом в горах королівства.

#### Дочка пірата
Сценарії: Дочка пірата; Кривава бухта; Протока загублених; Затока русалок; Ніколи не дивись назад
У цій кампанії розповідається доля Тауні Балфор — дочки пірата на ім'я Чорний Балфор, якій допомагає моряк Піт. Вона прагне слави і мріє стати впливовішою за свого батька. Після його загибелі вона стає капітаном його корабля і починає великий похід на нові землі.
Несподівано флот і верф Тауні зазнають нічної атаки. Тауні дізнається, що керував атакою пірат, який винний у смерті її батька. Вона вирушає на пошуки Кривавої Бухти, легендарного притулку Капітана Свіфта і вбиває його.
Після таких успіхів Тауні вирішує завоювати Золоте море. Але на флот нападають морські чудовиська, врятуватися вдається лише Піту, Тауні і групі піратів. Тауні дізнається, що за цим стоять русалки. Після битви з ними на корабель нападає морське чудовисько. Тауні, приставши до берега, залишає кількох людей для ремонту корабля, а повернувшись, розуміє, що Піт — зрадник. Зібравши армію, вона знаходять і вбиває Піта.
Позбавившись ворогів, Тауні остаточно покінчує з русалками і здійснює свою мрію — стає повноправною володаркою Золотого моря.

## Доповнення
До гри було випущено два невеликих доповнення — Прийдешня Буря (англ. The Gathering Storm) і Вітри Війни (англ. Winds of War), які ставляться поверх оригінальної версії Героїв Меча і Магії IV.

### Герої Меча і Магії IV: Прийдешня Буря
Доповнення вийшло 24 вересня 2002 і містить нові кампанії та сценарії, артефакти, істот, об'єкти на карті пригод і героїв.
Сюжет засновано на тому, що божевільний чарівник-демонолог Хексіс оволодів грандіозними силами, що загрожують знищити все навколо. У міру зростання його могутності почастішали природні катаклізми — землетруси, повені, цунамі та інші напасті, небачені раніше, стали загрожувати мирним землям. Аби спинити демонолога, п'ятірка відважних героїв розробила свій план. Кожному герою належить зібрати всі частини одного з легендарних артефактів — кожна з перших п'яти кампаній присвячується пригодам одного з героїв. У шостій кампанії всі герої зустрічаються і спільно йдуть на боротьбу з Хексісом.
Кампанії доповнення:
- Майстри магії (англ. Masters of Magic) — присвячена подорожам мага Богба і Віолети в пошуках п'яти артефактів героя Невара, які охороняють інші маги. Здобувши їх, вони готуються до битви з демонологом Хексісом.
- Протилежності притягуються (англ. Opposites Attract) — описує пошук чарівником Коззусом трьох реліквій аби подолати Хексіса.
- Ще одна оповідь барда (англ. Another Bard's Tale) — героїня-бард Агранель розшукує чарівну мандоліну, що може допомогти перемогти Хексіса.
- Сила вершить право (англ. Might Makes Right) — варвар Доґвуґл шукає частини Броні Тигра, щоб виступити на бій проти Хексіса.
- Суть життя і смерті (англ. A Matter of Life and Death) — жриця Аліта береться заволодіти Перснем Світла і Плащем Темряви.
- Прийдешня буря (англ. The Gathering Storm) — Богб, Коззус, Агранель, Доґвуґл і Аліта пробиваються через армії Хексіса та стикаються з ним у вирішальній битві.

### Герої Меча і Магії IV: Вітри Війни
Доповнення вийшло 23 лютого 2003 і містить нові кампанії та сценарії, кілька нових істот і об'єктів на карті, а також значно покращує редактор карт гри. Крім цього, всі нововведення першого доповнення (крім карт і кампаній) так само містяться у «Вітрах Війни».
Дія другого доповнення відбувається на північному материку світу Аксеот і фокусується на могутньому королівстві лицарів — Шенноні. Це королівство стало ціллю для завоювання п'яти владик сусідніх держав, кожен з яких бачить свою вигоду в тому, щоб правити ним. Коли ці п'ятеро загарбників зіткнуться при штурмі столиці Шеннона — Рілоса, тільки один з них вийде переможцем.
Кампанії доповнення:
- Правити світом (англ. To Rule the World) — молодий недосвідчений принц Спазз мріє правити світом і починає з вилазок за кордони своєї маленької держави Оріллос.
- Варварські орди (англ. Barbarian Hordes) — варвар Монґо прагне довести своєму дядькові — володареві орди, власну могутність, завоювавши Шеннон.
- Неперевершений (англ. The Magnificent One) — маг Містеріо шукає в Шенноні секрет безсмертя і, отримавши відмову, вирішує забрати його силоміць.
- Хорошого по трохи (англ. Enough is Enough) — володар звірів Ерутан нападає на Шеннон аби помститись за вирубку лісів.
- Марш смерті (англ. Death March) — некромант, барон фон Таркін, намагається завоювати Шеннон, коли його з усіх боків тіснять королівства живих.
- Останній Бастіон (англ. The Last Bastion) — герої попередніх кампаній досягають Рілоса і починають боротьбу одні проти одних та проти столиці Шеннону. Тільки один вийде переможцем.

## Оцінки й відгуки
| Агрегатор    | Оцінка  |
| ------------ | ------- |
| GameRankings | 79,82 % |
| Metacritic   | 84/100  |

| Видання   | Оцінка |
| --------- | ------ |
| Eurogamer | 6/10   |
| GameSpot  | 8,8/10 |
| IGN       | 9,0/10 |
| Игромания | 10/10  |

Heroes of Might and Magic IV була добре прийнята критиками, зібравши середню оцінку в 84 зі 100 балів на агрегаторі Metacritic і 79,82 % на GameRankings. Гра стала 10-ю найпродаванішою ПК-грою 2002-го року.
IGN, що оцінили її в 9,7/10, відзначали: «Чудовий баланс та казковий фон гри просто-таки видатні. Різні спеціалізації героїв та склад армії забезпечують кампаніям високу реграбельність. Якщо ви любите покрокові або фентезійні стратегічні ігри, вам варто познайомитися з Heroes of Might and Magic IV, слідкували ви за серією чи ні».
Eurogamer натомість оцінили Heroes of Might and Magic IV в 6/10, похваливши покращену, порівняно з попередницею, графіку, та кумедні анімації. Але незбалансовані місій кампанії, зведення героя до ще одного юніта на полі бою, примітивні діалоги та погана робота мультиплеєру визначалися тим, що складає погане враження про гру. «Чарівність старих „Героїв“ все ще присутня, і це, безумовно, розумний аргумент для затятих любителів серії, але це не такий стрибок вперед для серії, на який ми сподівалися».